# Arthur Conan Doyle
Arthur Ignatius Conan Doyle (Edinburgh, 22 mei 1859 – Crowborough (Sussex), 7 juli 1930) was een Brits arts die vooral bekend werd als schrijver van verhalen over de detective Sherlock Holmes en zijn assistent Dr. Watson. Doyle was een schrijver met een breed oeuvre en publiceerde naast zijn verhalen over Holmes ook nog historische romans, sciencefiction, toneelstukken, poëzie en non-fictie, onder meer parapsychologie en spiritisme.

## Leven

### Jeugd
Arthur Conan Doyle werd geboren in Edinburgh. Zijn vader Charles Altamont Doyle kwam uit een welgestelde Iers-katholieke familie. De man was echter een alcoholist, die het gezin in ernstige moeilijkheden wist te brengen en uiteindelijk in 1876 in een inrichting eindigde. Zijn moeder, Mary Foley, was daarentegen een goed ontwikkelde vrouw met een grote invloed op Arthur. Haar capaciteiten als verhalenverteller waren groot en inspirerend voor haar zoon.
Doyle werd op 10-jarige leeftijd door zijn ouders naar een jezuïetenschool gestuurd. Toen hij de school in 1875 verliet, had hij zich volledig tegen het katholicisme en waarschijnlijk ook het christendom gekeerd en was agnost.

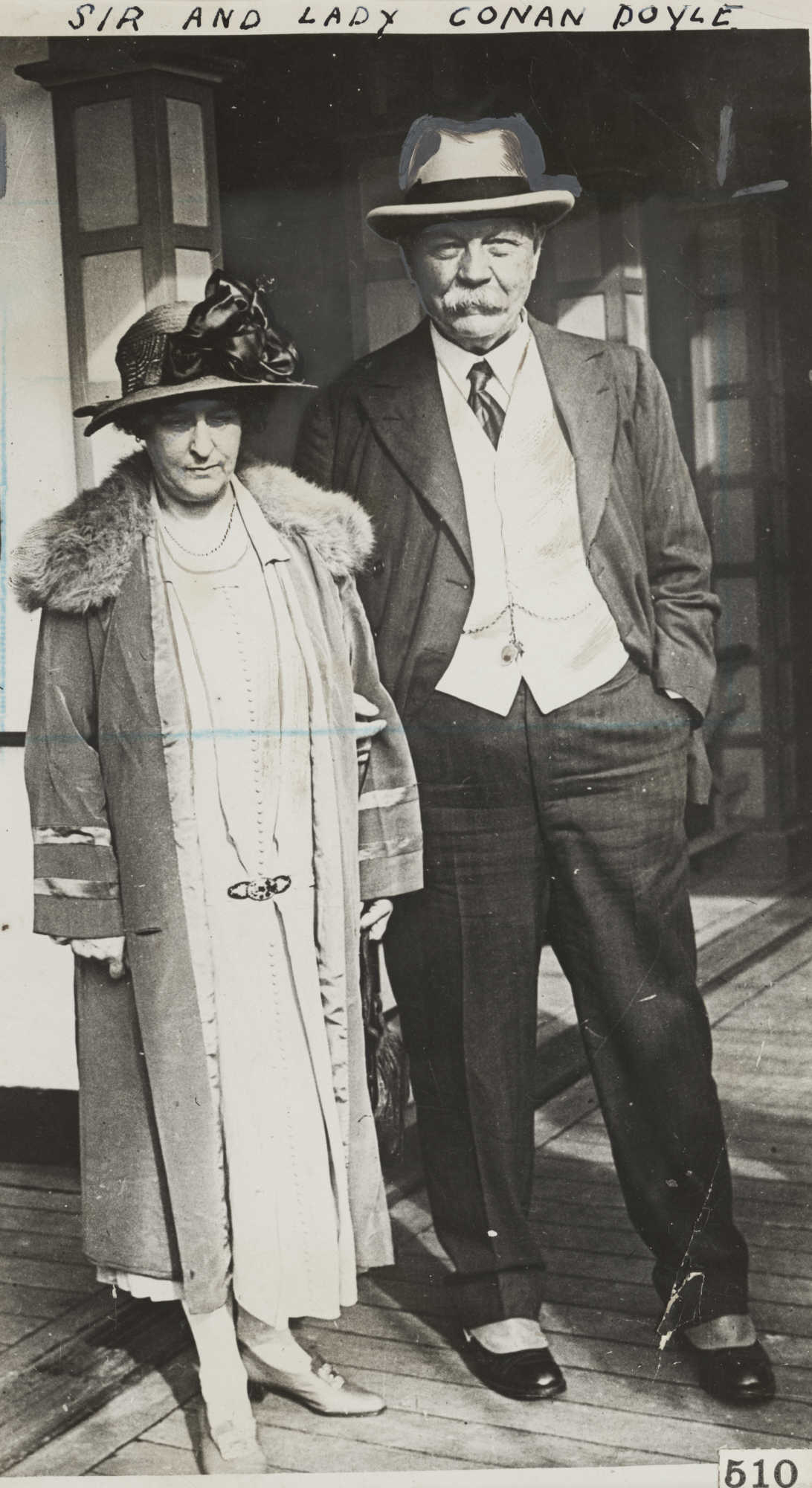
Lady Jean en Sir Arthur

### Arts en echtgenoot
Van 1876 tot 1881 studeerde hij medicijnen aan de Universiteit van Edinburgh. Van belang in deze periode is de invloed van een van professoren, Dr. Joseph Bell, die nadruk legde op observatie en deductie. Na zijn studie startte Doyle zijn carrière als scheepsarts op een reis naar West-Afrika en begon daarna een eigen praktijk in Plymouth in Engeland in 1882.
Hij trouwde in 1885 met Louise Hawkins. Louise leed vanaf 1893 aan tuberculose en overleed uiteindelijk in 1906. Hij trouwde daarna in 1907 met Jean Leckie, op wie hij al in 1897 verliefd was geworden. Uit loyaliteit tegenover zijn eerste vrouw bleef die relatie naar verluidt tot aan haar dood op een platonisch niveau.
In 1890 specialiseerde Doyle zich in Wenen in de oogheelkunde en verhuisde in 1891 naar Londen waar hij een praktijk opzette als oogarts, hoewel hij daar weinig patiënten meer heeft behandeld.
Doyle was daarnaast een fervente sporter. Hij speelde cricket, bokste met overtuiging en stond, ongebruikelijk voor zijn tijd, in Zwitserland op ski's, een sport die hij in Noorwegen had leren kennen.

### Sherlock Holmes
Als beginnend arts was Doyle reeds begonnen met het schrijven van verhalen. In 1887 verscheen A Study in Scarlet, waarin Sherlock Holmes voor het eerst voorkwam. De verhalen rond Holmes (Baker Street 221B), die verschenen in het tijdschrift The Strand Magazine, betekenden een belangrijke vernieuwing van het genre en werden in korte tijd zeer populair. De druk die dit legde op Conan Doyle, maakte dat zijn personage hem ernstig dwars ging zitten. In november 1891 schreef hij aan zijn moeder: 'Ik denk erover Holmes te doden... zodat hij eens en voor altijd verdwenen is. Hij leidt mijn gedachten af van betere dingen'. In december 1893 gebeurde dit ook, in het verhaal The Final Problem, waarin Holmes en zijn aartsvijand Professor Moriarty gezamenlijk in de Reichenbachwaterval in Zwitserland vallen en kennelijk omkomen. Zijn lezers pikten dit echter niet en Holmes keerde als kennelijke overlever van het drama bij de watervallen terug in menig verhaal (zie Bibliografie).

### Publicist en publieke persoonlijkheid
Na de Boerenoorlog in Zuid-Afrika rond de vorige eeuwwisseling, schreef Doyle, die zich als arts vrijwillig bij het leger had aangemeld, een pamflet getiteld "De oorlog in Zuid-Afrika: oorzaken en verloop" dat in veel talen werd vertaald. Hij verdedigde hierin de in het buitenland gekritiseerde Britse praktijken in Zuid-Afrika, zoals de ontwikkeling van concentratiekampen. Conan Doyle geloofde zelf dat het hierom was dat hij geridderd werd en in 1902 tot Deputy-Lieutenant van Surrey werd benoemd. Hij bleek sterke reserves te hebben tegen het verkrijgen van zijn titel en accepteerde die pas na druk van zijn moeder. In de eerste jaren van de 20e eeuw stond hij tweemaal kandidaat voor de parlementsverkiezingen, maar werd niet gekozen, hoewel hij een respectabel aantal stemmen kreeg.
Conan Doyle trad na de dood van zijn eerste vrouw een aantal malen op als voorvechter voor gerechtigheid voor de veroordeelde gevangenen, George Edalji en later Oscar Slater. De zaak van Edalji, waarin Conan Doyle zich als een soort Sherlock Holmes manifesteerde, is recent beschreven in de roman Arthur & George van Julian Barnes.
Doyle probeerde in de Eerste Wereldoorlog opnieuw als vrijwilliger in het leger te worden opgenomen, maar zijn leeftijd (55 jaar) maakte hem ongeschikt voor actieve dienst. Zijn zoon, Kingsley, maakte wel deel uit van het Britse leger. Kingsley kwam in 1918 om het leven.
Wegens dit en andere sterfgevallen in zijn familie kreeg Doyle aan het einde van de Eerste Wereldoorlog een depressie en raakte hij steeds meer in de ban van het spiritisme. Hij schreef over dit onderwerp boeken (The Coming of the Fairies uit 1921) en gaf lezingen. Hij was blijkbaar volledig overtuigd van het bestaan van elfen door de foto's van de Cottingley Fairies die in die tijd werden gepubliceerd. Hij reproduceerde deze in zijn boek, samen met theorieën over de aard en het bestaan van elfen. In 1928 bezocht hij Den Haag, waar hij in de Haagse Dierentuin-zaal een lezing over spiritisme gaf, en in het hotel Des Indes, waar hij verbleef, werd zijn hulp ingeroepen wegens spookachtige gebeurtenissen.
Er zijn geluidsopnamen van hem bewaard gebleven waaruit blijkt dat hij een relatief hoge stem met een duidelijk 'genteel Scots' accent had.
Sir Arthur Conan Doyle ligt begraven op het kerkhof van Minstead in het New Forest, Hampshire, Engeland.